# إيفيكا أوليتش
إيفيكا أوليتش (بالكرواتية: Ivica Olić)‏، من مواليد 14 سبتمبر 1979 في دافور في كرواتيا، مدرب كرة قدم ولاعب كرة قدم كرواتي سابق.
يلعب مع نادي بايرن ميونخ الألماني منذ عام 2009.
ويعـد اولتش من أفضل رؤوس الحربة في المنتخب الكروتي ولاعب زئبقي من طراز عالي في قناصة الاهداف وعلى الرغم من قصره الا انه يجيد الكرات الراسيه وازداد اولتش توهجا بعد انتقاله من هامبورغ إلى بايرن ميونخ حيث سجل العديد من الاهداف الحاسمة للفريق البافاري
بدأ باللعب مع منتخب كرواتيا لكرة القدم في عام 2002.
في عام 2018 كان اوليتش ضمن الطاقم الفني لمنتخب كرواتيا وصيف كأس العالم 2018، وفي 2021 تم تعيينه مدرباً لفريق سيسكا موسكو.

## روابط خارجية
- إيفيكا أوليتش على موقع الاتحاد الدولي (مؤرشف)  (الإنجليزية)
- إيفيكا أوليتش على موقع الاتحاد الأوربي (الإنجليزية)
- إيفيكا أوليتش على موقع اتحاد كرواتيا (الكرواتية)
- إيفيكا أوليتش على موقع قاعدة بيانات كرة القدم.إي يو (الإنجليزية)
- إيفيكا أوليتش على موقع بيانات كرة القدم. دي إي (الألمانية)
- إيفيكا أوليتش على موقع ليكيب (الفرنسية)
- إيفيكا أوليتش على موقع ناشيونال فوتبول تيمز (الإنجليزية)
- إيفيكا أوليتش على موقع Soccerbase.com (لاعب) (الإنجليزية)
- إيفيكا أوليتش على موقع Soccerway.com (الإنجليزية)
- إيفيكا أوليتش على موقع عالم كرة القدم.نت (الإنجليزية)